# Вагнер, Кай
Кай Ха́рли Ва́гнер (нем. Kai Harley Wagner; род. 15 февраля 1997, Гайслинген-ан-дер-Штайге, Германия) — немецкий футболист, защитник клуба «Филадельфия Юнион».

## Клубная карьера
Вагнер — воспитанник клубов «Лонзее», «Аугсбург» и «Ульм 1846». В 2015 году он дебютировал в составе последнего. По окончании сезона Кай покинул команду и год провёл, выступая за дублёров «Шальке 04». В 2017 году он на правах свободного агента присоединился к «Вюрцбургер Киккерс», за который сезон отыграл в Третьей лиге.
6 февраля 2019 года Вагнер перешёл в американский клуб «Филадельфия Юнион». В MLS он дебютировал 2 марта в матче стартового тура сезона 2019 против «Торонто». 14 июля 2020 года в матче Турнира MLS is Back против «Интер Майами» он забил свой первый гол в MLS. 15 января 2021 года Вагнер подписал с «Филадельфией Юнион» новый контракт до конца сезона 2022 с опцией продления на сезон 2023. Он был отобран на Матч всех звёзд MLS 2021, в котором сборная звёзд MLS принимала сборную звёзд Лиги MX. Он был отобран на Матч всех звёзд MLS 2022 против сборной Лиги MX. По итогам сезона 2022 Вагнер был включён в символическую сборную MLS, а также финишировал вторым в голосовании на звание защитника года в MLS, уступив одноклубнику Якобу Глеснесу. По окончании сезона 2023 контракт Вагнера с «Филадельфией Юнион» истёк, и, проведя переговоры, 11 января 2024 года игрок подписал с клубом новый трёхлетний контракт до конца сезона 2026 с опцией продления на сезон 2027.

## Достижения
Командные
 «Филадельфия Юнион»
- Победитель регулярного чемпионата MLS: 2020

Личные
- Член символической сборной MLS: 2022
- Участник Матча всех звёзд MLS: 2021, 2022